# Station South Wigston
South Wigston is een spoorwegstation van National Rail in South Wigston, Oadby and Wigston in Engeland. Het station is eigendom van Network Rail en wordt beheerd door East Midlands Railway. 